# Liste nationaler Bestweiten im Skispringen
Die Liste nationaler Bestweiten im Skispringen listet die aktuellen Rekordweiten und Rekordhalter im Skispringen bzw. Skifliegen nach Nation auf. Der gegenwärtige Weltrekord der Männer von 254,5 Metern datiert vom 30. März 2025 und wird vom Slowenen Domen Prevc gehalten. Weibliche Rekordspringerin ist die Slowenin Nika Prevc, die am 14. März 2025 236 Meter erreichte. Den deutschen Landesrekord halten Markus Eisenbichler mit 248 sowie Selina Freitag mit 202 Metern. Den österreichischen Rekord bei den Frauen hält Lisa Eder mit 205,5 und bei den Männern Stefan Kraft mit 253,5 Metern. Die Schweizer Bestweiten gelangen Simon Ammann mit 239,5 sowie Bigna Windmüller mit 133 Metern. Der Weltrekord im Sommer wurde 2018 vom Kasachen Sergei Tkatschenko aufgestellt und liegt bei 151 Metern.
In der Liste werden sämtliche Sprünge gewertet, die nicht als gestürzt gewertet wurden.

## Nationale Bestweiten Männer

### Nationale Bestweite bei FIS Skiflugwettbewerbe

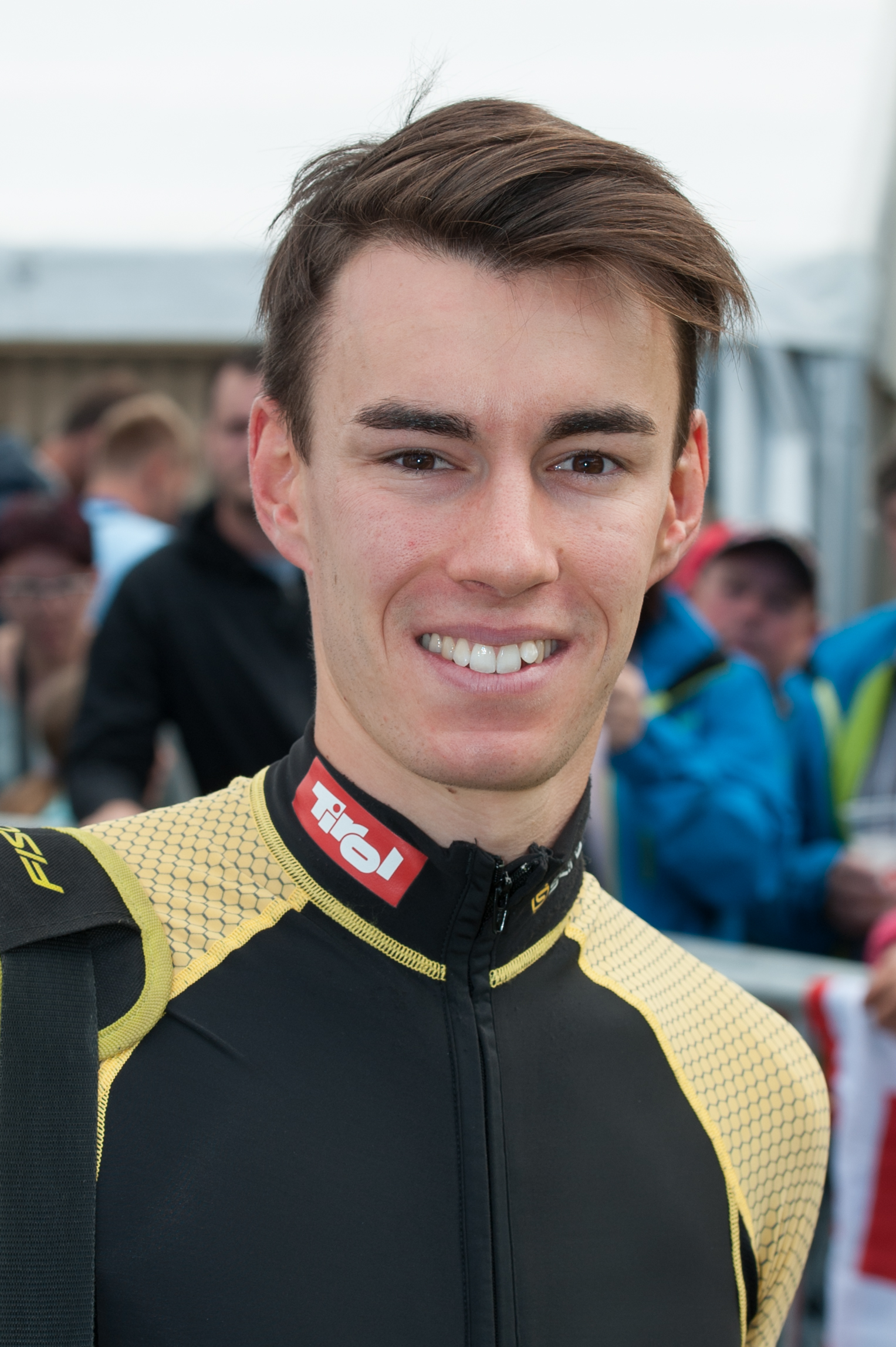
Österreichs Rekordhalter Stefan Kraft

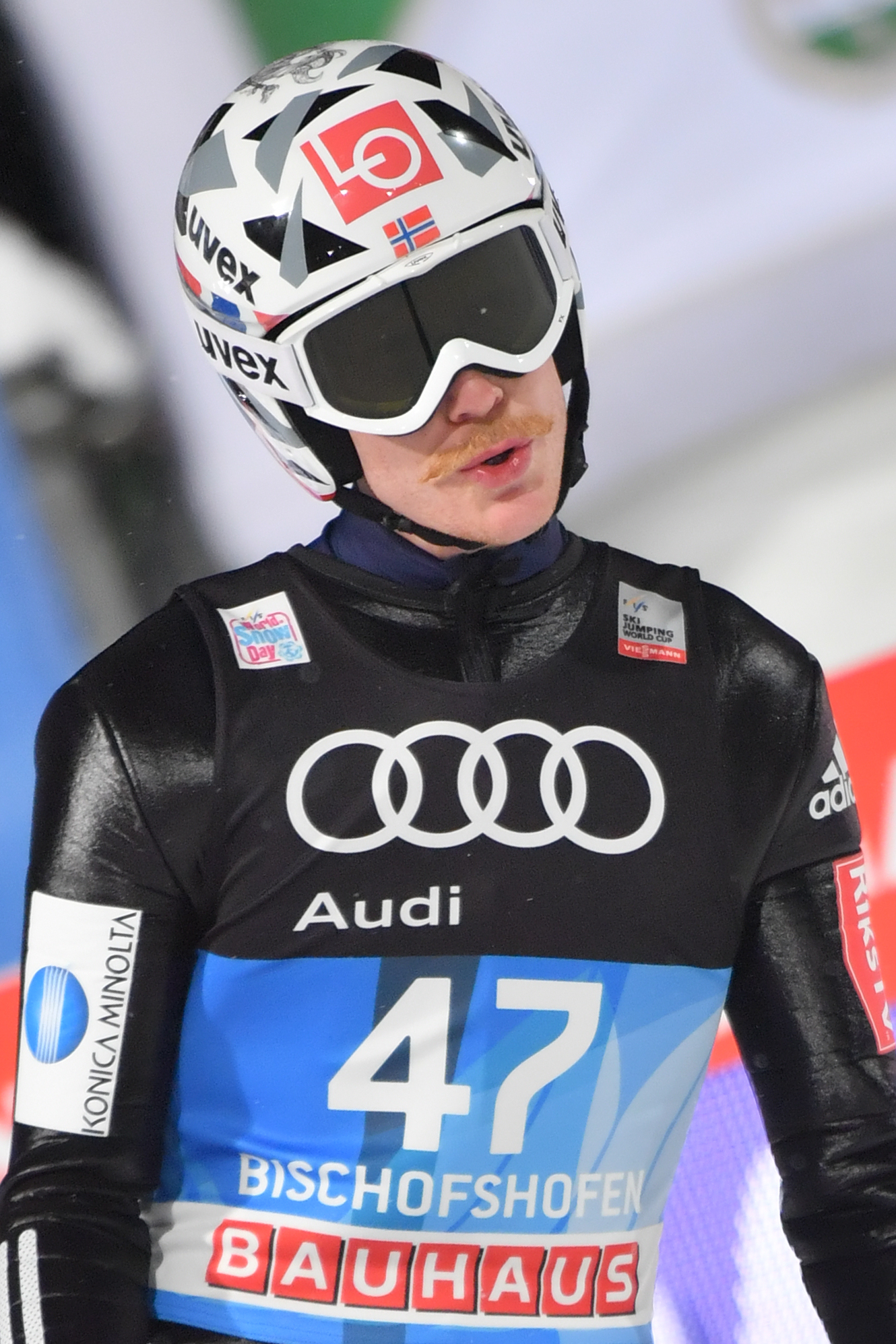
Norwegens Rekordhalter Robert Johansson

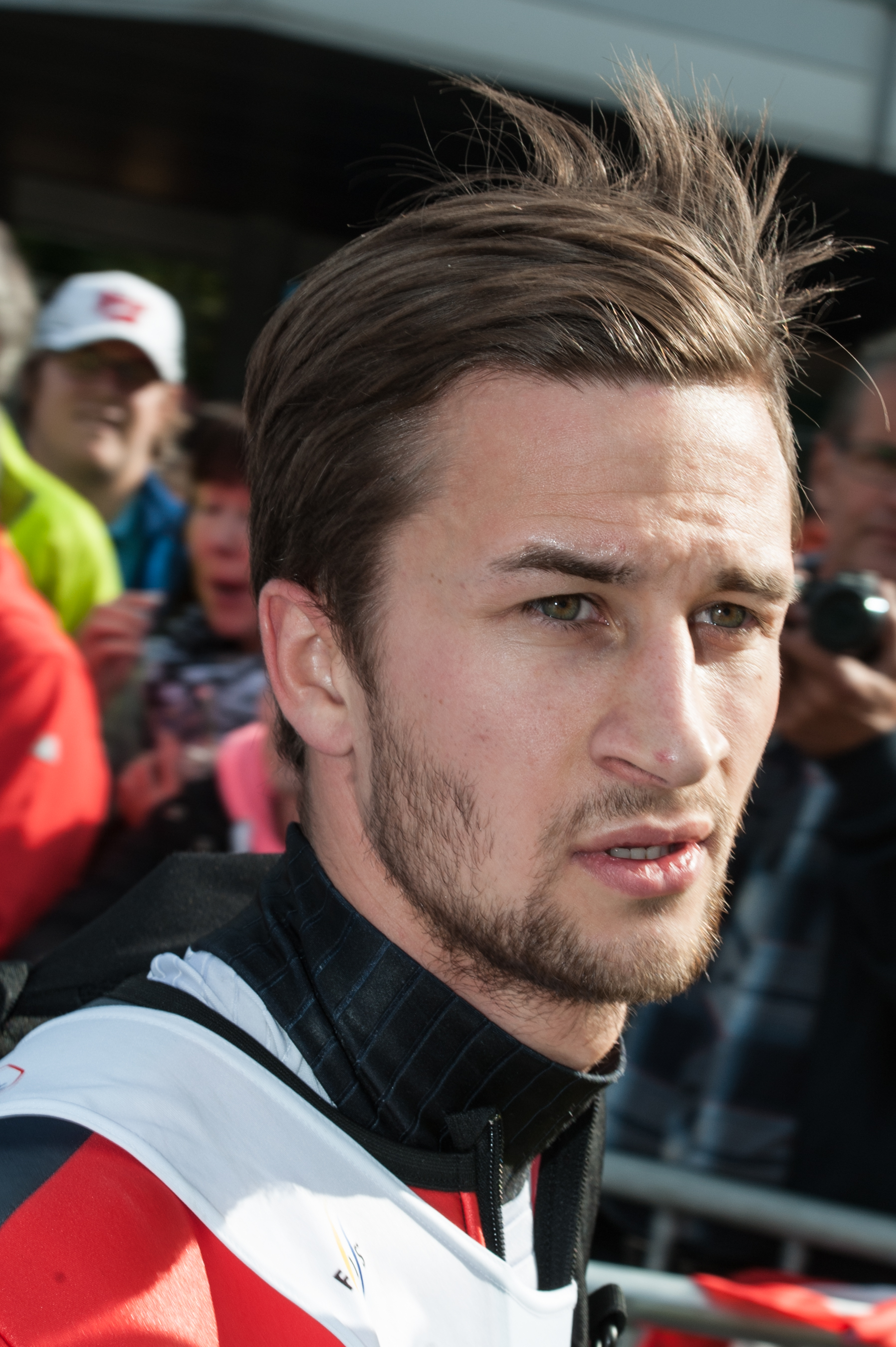
Deutschlands Rekordhalter Markus Eisenbichler

In dieser Liste sind die nationalen Rekorde angegeben, die auf den Skiflugschanzen  gesprungen wurden.
Erläuterung:
- grüne Hintergrundfarbe = nationaler Rekord aufgestellt auf einer Skiflugschanze

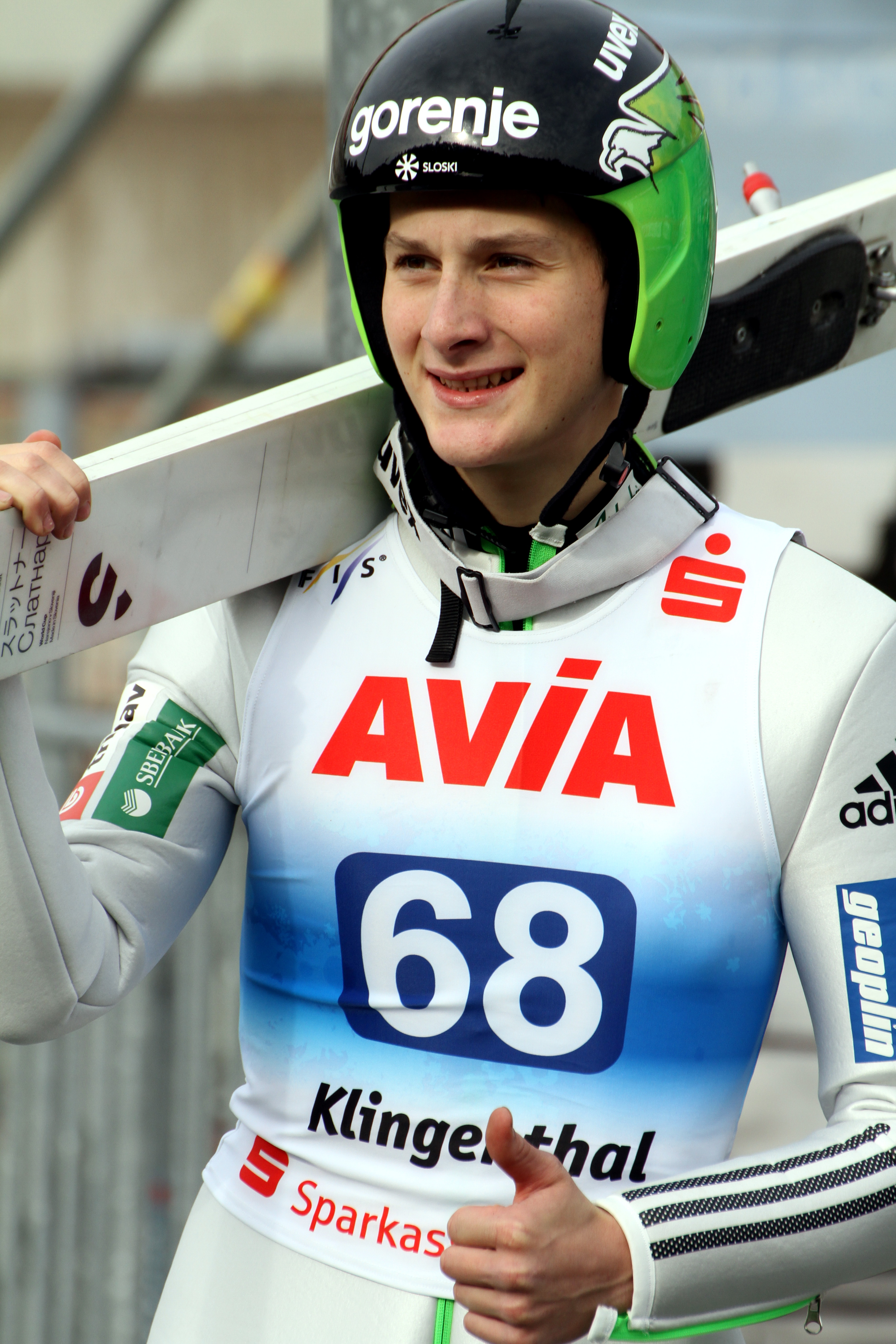
Weltrekordhalter Domen Prevc

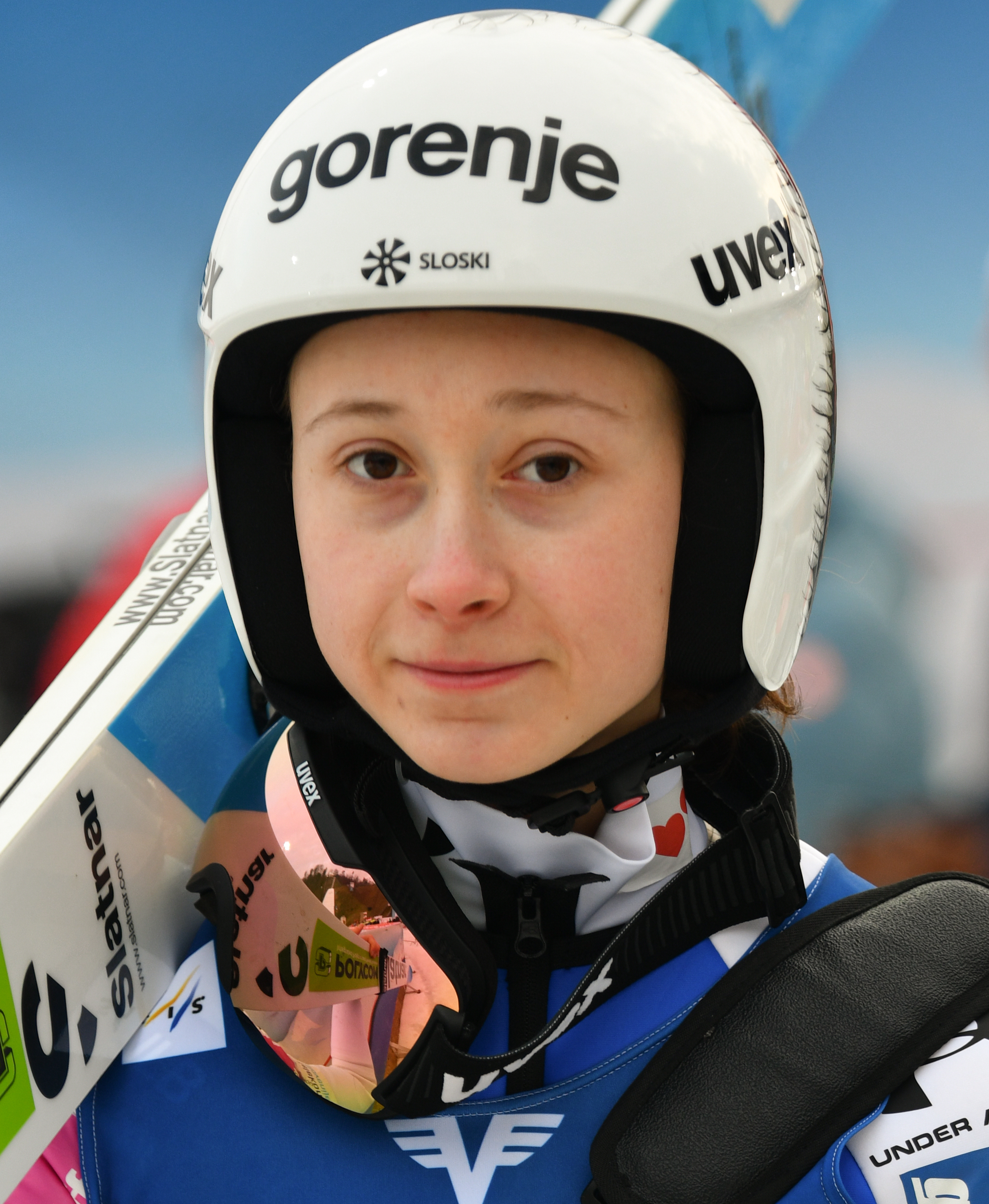
Weltrekordhalterin Nika Prevc

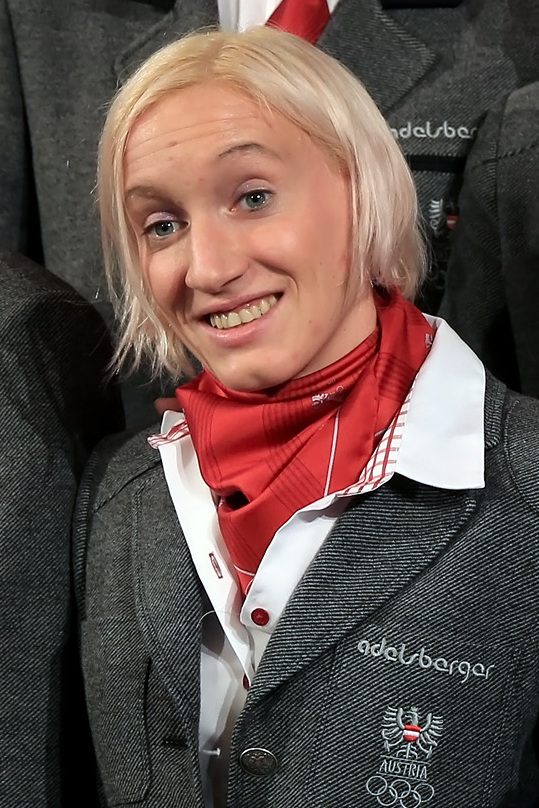
Erste 200-Meter-Springerin Daniela Iraschko-Stolz

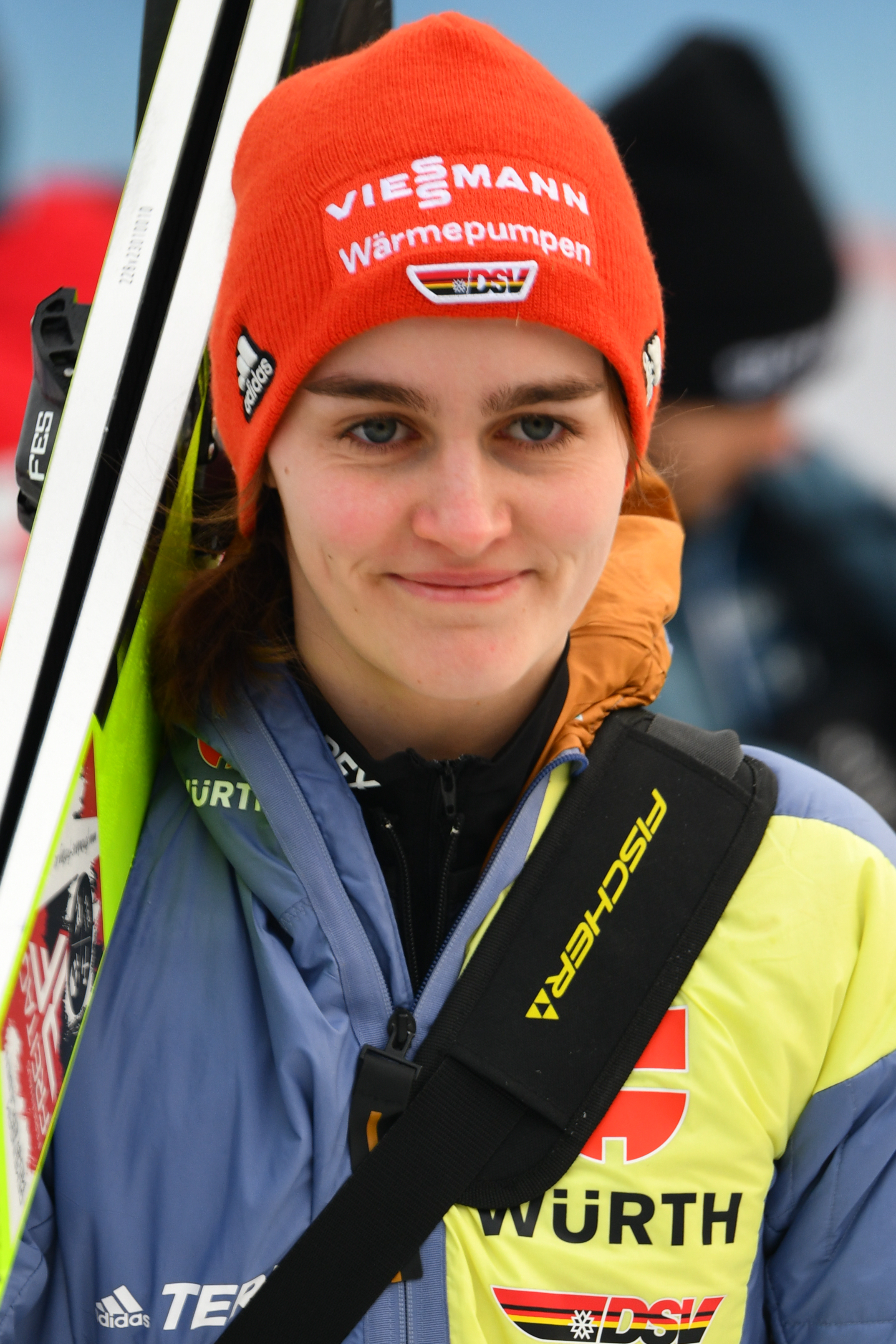
Deutsche Rekordhalterin Selina Freitag

| Land               | Skispringer              | Weite   | Ort             | Datum                       | Wettbewerb                                                  | Quelle |
| ------------------ | ------------------------ | ------- | --------------- | --------------------------- | ----------------------------------------------------------- | ------ |
| Slowenien          | Domen Prevc              | 254,5 m | Planica         | 30. März 2025               | Skisprung-Weltcup 2024/25 Einzelwettkampf                   |        |
| Österreich 1       | Stefan Kraft             | 253,5 m | Vikersund       | 18. März 2017               | Skisprung-Weltcup 2016/17 Teamwettkampf                     |        |
| Norwegen           | Robert Johansson         | 252,0 m | Vikersund       | 18. März 2017               | Skisprung-Weltcup 2016/17 Teamwettkampf                     |        |
| Japan              | Ryōyū Kobayashi          | 252,0 m | Planica         | 24. März 2019               | Skisprung-Weltcup 2018/19 Einzelwettkampf                   |        |
| Polen              | Kamil Stoch              | 251,5 m | Planica         | 25. März 2017               | Skisprung-Weltcup 2016/17 Teamwettkampf                     |        |
| Deutschland        | Markus Eisenbichler      | 248,0 m | Planica         | 25. März 2017 21. März 2019 | Skisprung-Weltcup 2016/17 Training zum Teamwettkampf        |        |
| Vereinigte Staaten | Kevin Bickner            | 244,5 m | Vikersund       | 19. März 2017               | Skisprung-Weltcup 2016/17 Einzelwettkampf                   |        |
| Finnland           | Janne Happonen           | 240,0 m | Vikersund       | 13. Feb. 2011               | Skisprung-Weltcup 2010/11 Einzelwettkampf                   |        |
| Schweiz 2          | Simon Ammann             | 239,5 m | Vikersund       | 19. März 2017               | Skisprung-Weltcup 2016/17 Einzelwettkampf                   |        |
| Russland 3         | Jewgeni Klimow           | 237,0 m | Planica         | 11. Dez. 2020               | Skiflug-Weltmeisterschaft 2020 Einzelwettkampf              |        |
| Tschechien         | Antonín Hájek            | 236,0 m | Planica         | 20. März 2010               | Skiflug-Weltmeisterschaft 2010 Einzelwettkampf              |        |
| Italien            | Alex Insam               | 234,0 m | Planica         | 27. März 2025               | Skisprung-Weltcup 2024/25Training zum Einzelwettkampf       |        |
| Frankreich         | Vincent Descombes Sevoie | 230,5 m | Vikersund       | 14. Feb. 2016               | Skisprung-Weltcup 2015/16 Einzelwettkampf                   |        |
| Ukraine            | Jewhen Marussjak         | 228,5 m | Planica         | 21. März 2024               | Skisprung-Weltcup 2023/24 Einzelwettkampf (Qualifikation)   | [ 4 ]  |
| Estland            | Artti Aigro              | 228,0 m | Planica         | 22. März 2019               | Skisprung-Weltcup 2018/19 Vorspringer                       |        |
| Kanada             | MacKenzie Boyd-Clowes    | 224,0 m | Planica         | 17. März 2016               | Skisprung-Weltcup 2015/16 Training                          |        |
| Bulgarien          | Wladimir Sografski       | 215,0 m | Oberstdorf      | 24. Jan. 2025               | Skisprung-Weltcup 2024/25 Training zur Qualifikation        |        |
| Türkei             | Muhammed Ali Bedir       | 212,5 m | Bad Mitterndorf | 27. Jan. 2023               | Skisprung-Weltcup 2022/23 Training zum Einzelwettkampf      | [ 5 ]  |
| Schweden           | Isak Grimholm            | 207,5 m | Planica         | 22. März 2007               | Skisprung-Weltcup 2006/07 Training                          |        |
| Südkorea           | Choi Heung-chul          | 207,5 m | Planica         | 14. März 2008               | Skisprung-Weltcup 2007/08 Training zum Einzelwettkampf      |        |
| Slowakei           | Hektor Kapustík          | 202,0 m | Planica         | 27. März 2025               | Skisprung-Weltcup 2024/25 Training                          |        |
| Kasachstan         | Sergei Tkatschenko       | 199,5 m | Vikersund       | 15. März 2019               | Skisprung-Weltcup 2018/19 Qualifikation zum Einzelwettkampf |        |
| Belarus            | Pjotr Tschaadajew        | 197,5 m | Bad Mitterndorf | 12. Jan. 2006               | Skiflug-Weltmeisterschaft 2006 Training                     |        |
| Niederlande        | Boy van Baarle           | 197,0 m | Bad Mitterndorf | 12. Jan. 2005               | Skisprung-Weltcup 2004/05 Vorspringer                       |        |
| Griechenland       | Nico Polychronidis       | 186,0 m | Oberstdorf      | 15. Feb. 2013               | Skisprung-Weltcup 2012/13 Training                          |        |
| Rumänien           | Daniel Cacina            | 169,0 m | Planica         | 27. März 2025               | Skisprung-Weltcup 2024/25 Training zum Einzelwettkampf      | [ 6 ]  |
| Georgien 4 5       | Koba Zakadse             | 142,0 m | Vikersund       | März 1967                   | internationale Skiflugwoche                                 |        |
| Spanien            | Bernat Solà              | 141,0 m | Bad Mitterndorf | 8. März 1986                | Skiflug-Weltmeisterschaft 1986 Einzelwettkampf              |        |
| Ungarn             | Gábor Gellér             | 139,0 m | Harrachov       | 28. März 1980               | internationale Skiflugwoche Einzelwettkampf                 |        |

### Nationale Bestweiten auf Skisprungschanzen
In dieser Liste sind die nationalen Rekorde angegeben, die auf Skisprungschanzen aufgestellt wurden. Zudem sind auch Sprünge angegeben, die auf provisorischen Schanzen erzielt wurden.  Die Sprünge sind nach einem unten erklärten Farbschema gekennzeichnet und bei Bedarf mit Anmerkungen zu deren Gültigkeit versehen.
Erläuterung:
- gelbe Hintergrundfarbe = privater Trainingssprung, kein offizieller nationaler Rekord

| Land                      | Skispringer              | Weite   | Ort                  | Datum         | Wettbewerb | Quelle        |
| ------------------------- | ------------------------ | ------- | -------------------- | ------------- | --- | ------------- |
| Japan                     | Ryōyū Kobayashi          | 291,0 m | Akureyri             | 24. März 2019 | Show-Veranstaltung von Red Bull, kein Weltrekord, der offizielle Rekord Kobayashis liegt bei 252,0 m, aufgestellt am 24. März 2019 im Rahmen des Skisprung-Weltcup 2018/19 in Planica |               |
| Volksrepublik China       | Zhao Jiawen              | 144,0 m | Ruka                 | 17. Dez. 2023 | Continental-Cup der nordischen Kombination |               |
| Dänemark                  | Andreas Bjelke Nygaard   | 137,0 m | Lillehammer          | 9. März 2001  | Privates Training, der offizielle Rekord Nygaards liegt bei 78,0 m, aufgestellt 9. März 2001 im Skisprung-Continentalcup 2000/01                                                      | [ 9 ]         |
| Vereinigtes Königreich    | Sam Bolton               | 134,0 m | Whistler             | 17. März 2019 | nordamerikanische Meisterschaft; der Sprung wird manchmal als nicht gestanden angesehen                                                                                               |               |
| Lettland                  | Markuss Vinogradovs      | 130,0 m | Zhangjiakou          | 15. Feb. 2022 | Privates Training, der offizielle Rekord Vinogradovs liegt bei 88,0 m, aufgestellt 15. Februar 2022 im Einzelwettkampf der Olympischen Winterspiele 2022                              | [ 10 ]        |
| Island                    | Anton Øyvindsson         | 127,0 m | Zakopane             | 2021          | Privates Training, der offizielle Rekord Antons liegt bei 107,0 m, aufgestellt 16. Januar 2022 im Norges Cup                                                                          | [ 12 ]        |
| Kirgisistan               | Dmitri Tschwykow         | 124,0 m | Innsbruck            | 3. Jan. 2002  | Skisprung-Weltcup 2020/21 Training zur Qualifikation |               |
| Kroatien                  | Josip Šporer             | 102,0 m | Planica              | 17. Jan. 2010 | Umstände unbekannt, der offizielle Rekord liegt bei 86,5 m von Urban Zamernik, aufgestellt 17. Januar 2010 im FIS-Cup                                                                 | [ 14 ]        |
| Thailand                  | Korawik Saendee          | 90,0 m  | Lahti                | 12. Jan. 2025 | Mäkihyppy Cup, wahrscheinlich gibt es weitere Sprünge bis zu 100 Meter |               |
| Uganda                    | Dunstan Odeke            | 87,0 m  | Norwegen             | 1990er        | Privates Training | [ 15 ]        |
| Litauen 1                 | Zbigniew Kiwert          | 86,0 m  | Nischni Nowgorod     | 1960          | nationale Meisterschaften |               |
| Bosnien und Herzegowina 2 | Jovan Radovanović        | 69,5 m  | Travnik              | 1987          | Vorspringer im Europacup 1984, es könnte weitere Sprünge geben, Selver Merdanović behauptet unbewiesen, 128,5 m gesprungen zu sein                                                    | [ 16 ]        |
| Serbien                   | Nikola Stevanović        | 65,0 m  | Planica              | 11. Okt. 2019 | Privates Training, der offizielle Rekord Stevanovićs liegt bei 47,5 m, aufgestellt 11. Oktober 2019 im FIS Cup                                                                        | [ 18 ]        |
| Andorra                   | Tomás Cano               | 64,5 m  | La Molina            | 26. Jan. 1992 | spanische Meisterschaft | [ 19 ]        |
| Nordmazedonien 2          | Goga Popov Jr.           | 62,0 m  | Planica              | 1952          | jugoslawische Meisterschaft | [ 20 ]        |
| Australien                | Bruce Neville            | 57,5 m  | Westby               | 8. Feb. 1997  | Skisprung-Continental-Cup 1996/97 | [ 21 ]        |
| Liechtenstein             | Norbert Frick            | 54,5 m  | Riezlern             | 4. Apr. 1981  | Internationales Osterspringen |               |
| Montenegro 2              | Božo Čvorović            | 46,0 m  | Žabljak              | 1960er        | privates Training |               |
| Grönland                  | Hans Holm                | 45,0 m  | Oslo                 | 1956          | privates Training |               |
| Irland                    | Barney Riley             | 38,4 m  | Virginia (Minnesota) | 1912          | Sprang möglicherweise noch weiter, es sind einige gestürzte Sprünge bis zu 50 Meter (Weltrekord) bekannt.                                                                             | [ 22 ] [ 23 ] |
| Belgien                   | Jeno Farinon             | 37,0 m  | Höhnhart             | 2019          | Lokaler Skisprungwettbewerb |               |
| Mexiko                    | José Miguel Banda Ceja   | 35,0 m  | Park City            | 2012          | US-amerikanische Juniorenmeisterschaft | [ 24 ] [ 25 ] |
| Chile                     | Alfredo Aliaga           | 30,0 m  | Farellones           | 1955          | südamerikanische Wintermeisterschaft, möglicherweise sprang Ugarte Gossens noch weiter                                                                                                | [ 26 ]        |
| Neuseeland                | Roy McKenzie             | 25,3 m  | Coronet Peak         | 1947          | nationale Meisterschaft | [ 27 ]        |
| Argentinien               | Luis de Ridder           | 25,0 m  | Farellones           | 1954          | südamerikanische Wintermeisterschaft |               |
| Suriname                  | Rozelsky Steve Lie-A-Jen | 23,0 m  | Oberstdorf           | 2013          | Teil einer Skisprung-TV-Serie, sprang auch 24,5 m, konnte den Sprung aber nicht stehen.                                                                                               | [ 28 ] [ 29 ] |
| Bolivien                  | René Farwig              | 10–11 m | Farellones           | 1955          | südamerikanische Wintermeisterschaft, Weite kann nur geschätzt werden | [ 30 ]        |

## Nationale Bestweiten Frauen

### Nationale Bestweite bei FIS Skiflugwettbewerbe
Das erste offizielle Skifliegen der Frauen fand am 19. März 2023 in Vikersund statt. Dafür hatten sich die 15 besten Springerinnen der Raw-Air-Wertung qualifiziert. 
Erläuterung:
- grüne Hintergrundfarbe = nationaler Rekord aufgestellt auf einer Skiflugschanze

| Land               | Skispringerin      | Weite   | Ort       | Datum         | Wettbewerb                                     | Quelle |
| ------------------ | ------------------ | ------- | --------- | ------------- | ---------------------------------------------- | ------ |
| Slowenien          | Nika Prevc         | 236,0 m | Vikersund | 14. März 2025 | Skisprung-Weltcup 2024/25 Training zur Raw Air |        |
| Norwegen           | Silje Opseth       | 230,5 m | Vikersund | 17. März 2024 | Skisprung-Weltcup 2023/24 Raw Air              | [ 32 ] |
| Kanada             | Alexandria Loutitt | 225,0 m | Vikersund | 19. März 2023 | Skisprung-Weltcup 2022/23 Raw Air              |        |
| Österreich         | Lisa Eder          | 205,5 m | Vikersund | 15. März 2025 | Skisprung-Weltcup 2024/25 Training zur Raw Air |        |
| Deutschland        | Selina Freitag     | 202,0 m | Vikersund | 14. März 2025 | Skisprung-Weltcup 2024/25 Training zur Raw Air |        |
| Japan              | Yūki Itō           | 201,5 m | Vikersund | 14. März 2025 | Skisprung-Weltcup 2024/25 Training zur Raw Air |        |
| Finnland           | Jenny Rautionaho   | 199,0 m | Vikersund | 14. März 2025 | Skisprung-Weltcup 2024/25 Training zur Raw Air |        |
| Frankreich         | Joséphine Pagnier  | 181,0 m | Vikersund | 17. März 2024 | Skisprung-Weltcup 2023/24 Raw Air              | [ 32 ] |
| Schweden           | Helena Olsson      | 174,5 m | Vikersund | 7. März 2004  | Skisprungcontinentalcup 2003/04                |        |
| Vereinigte Staaten | Lindsey Van        | 171,0 m | Vikersund | 6. März 2004  | Skisprungcontinentalcup 2003/04                |        |
| Italien            | Lara Malsiner      | 158,5 m | Vikersund | 16. März 2025 | Skisprung-Weltcup 2024/25 Training zur Raw Air |        |

### Nationale Bestweiten auf Skisprungschanzen
In dieser Liste sind die nationalen Rekorde angegeben, die auf Skisprungschanzen aufgestellt wurden. Zudem sind auch Sprünge angegeben, die auf provisorischen Schanzen erzielt wurden.  Die Sprünge sind nach einem unten erklärten Farbschema gekennzeichnet und bei Bedarf mit Anmerkungen zu deren Gültigkeit versehen.
Erläuterung:
- gelbe Hintergrundfarbe = privater Trainingssprung, kein offizieller nationaler Rekord

| Land                    | Skispringerin              | Weite      | Ort                    | Datum                      | Wettbewerb | Quelle        |
| ----------------------- | -------------------------- | ---------- | ---------------------- | -------------------------- | --- | ------------- |
| Russland                | Alexandra Kustowa          | 150,0 m    | Willingen              | 30. Jan. 2022              | Skisprung-Weltcup 2021/22 Einzelspringen                                                                               | [ 33 ]        |
| Schweiz                 | Bigna Windmüller           | 133,0 m    | Oberstdorf             | 2008                       | Skisprung-Continental-Cup 2007/08 Vorspringerin                                                                        |               |
| Polen 1                 | Kinga Rajda Pola Bełtowska | 131,0 m    | Willingen Lake Placid  | 28. Jan. 2022 7. Feb. 2025 | Skisprung-Weltcup 2021/22 Training zum Einzelspringen Skisprung-Weltcup 2024/25 (abgebrochenes) Weltcup-Einzelspringen | [ 34 ] [ 35 ] |
| Volksrepublik China     | Liu Qi                     | 126,5 m    | Courchevel             | 14. August 2024            | Skisprung-Grand-Prix 2024 Training zum Einzelspringen                                                                  | [ 36 ]        |
| Tschechien              | Karolína Indráčková        | 125,5 m    | Bischofshofen          | 18. Jan. 2025              | Skisprung-Intercontinentalcup 2024/25                                                                                  |               |
| Rumänien                | Daniela Haralambie         | 123,5 m    | Lillehammer            | 12. März 2019              | Skisprung-Weltcup 2018/19 Einzelspringen                                                                               | [ 37 ]        |
| Kasachstan              | Walentina Sderschikowa     | 120,5 m    | Tschaikowski           | 9. Sep. 2018               | Skisprung-Grand-Prix 2018 Training                                                                                     | [ 38 ]        |
| Slowakei                | Tamara Mesíková            | 119,0 m    | Bischofshofen          | 17. Januar 2025            | Intercontinental-Cup 2024/25, wahrscheinlich gibt es weitere Sprünge bis zu 137,0 m                                    | [ 39 ]        |
| Ungarn                  | Virág Vörös                | 112,0 m    | Planica                | 27. Okt. 2019              | nationale Meisterschaft                                                                                                | [ 40 ]        |
| Ukraine                 | Schanna Hluchowa           | 112,0 m    | Engelberg              | 20. Dez. 2024              | Skisprung-Weltcup 2024/25 Training                                                                                     |               |
| Kosovo                  | Sophie Sorschag            | 111,0 m    | Garmisch-Partenkirchen | 30. Dez. 2023              | Skisprung-Weltcup 2023/24 Training                                                                                     |               |
| Niederlande             | Wendy Vuik                 | 107,0 m    | Oslo                   | 17. März 2013              | Skisprung-Weltcup 2012/13                                                                                              | [ 41 ]        |
| Südkorea                | Park Guy-lim               | 107,0 m    | Lillehammer            | 6. Dez. 2019               | Skisprung-Weltcup 2019/20 Qualifikation                                                                                | [ 42 ]        |
| Estland                 | Annemarii Bendi            | 094,0 m    | Otepää                 | 25. Jan. 2019              | nationale Meisterschaft                                                                                                | [ 43 ]        |
| Lettland                | Aelita Krasiļščikova       | 090,5 m    | Oberhof                | 8. März 2025               | Alpen Cup 2024/25 | [ 44 ]        |
| Vereinigtes Königreich  | Mani Cooper                | 081,5 m    | Seefeld in Tirol       | 18. Dez. 2021              | Alpen Cup | [ 45 ]        |
| Liechtenstein           | Alina Büchel               | 080,0 m    | Tschagguns             | 29. Jan. 2022              | Austria Cup | [ 46 ]        |
| Belarus                 | Alisa Pavlyukevich         | 072,5 m    | Esto-Sadok             | 28. Juli 2024              | nationale Meisterschaften                                                                                              |               |
| Georgien                | Esmeralda Gobosowa         | 066,5 m    | Villach                | 19. Feb. 2023              | FIS Cup Training | [ 48 ]        |
| Bulgarien               | Vesela Karadimova          | 053,0 m    | Planica                | 20. Juli 2024              | nationale Meisterschaften                                                                                              |               |
| Kroatien                | Katica Sporer-Tosić        | 028,0 m    | Delnice                | 1958                       | privates Training | [ 49 ]        |
| Bosnien und Herzegowina | Dženita Handanović         | ca. 11,0 m | Sarajevo               | 7. März 2015               | Weite kann nur geschätzt werden, mglw. gab es noch weitere Sprünge                                                     | .             |
| Island                  | Nanna Þormóðs              | 007,0 m    | Siglufjörður           | 29. März 1931              | Nationaler Wettbewerb                                                                                                  | [ 52 ]        |